# 172e brigade d'infanterie (États-Unis)

Insigne d'épaule de la 172nd Infantry Brigade.

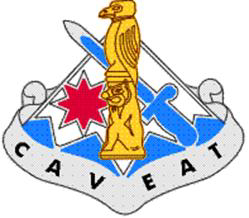
Insigne d'unité distinctive de la 172nd Infantry Brigade.

La 172nd Infantry Brigade Combat Team « Blackhawk Brigade » - brigade d'infanterie (indépendante) - est une unité appartenant à l'US Army.

## Historique

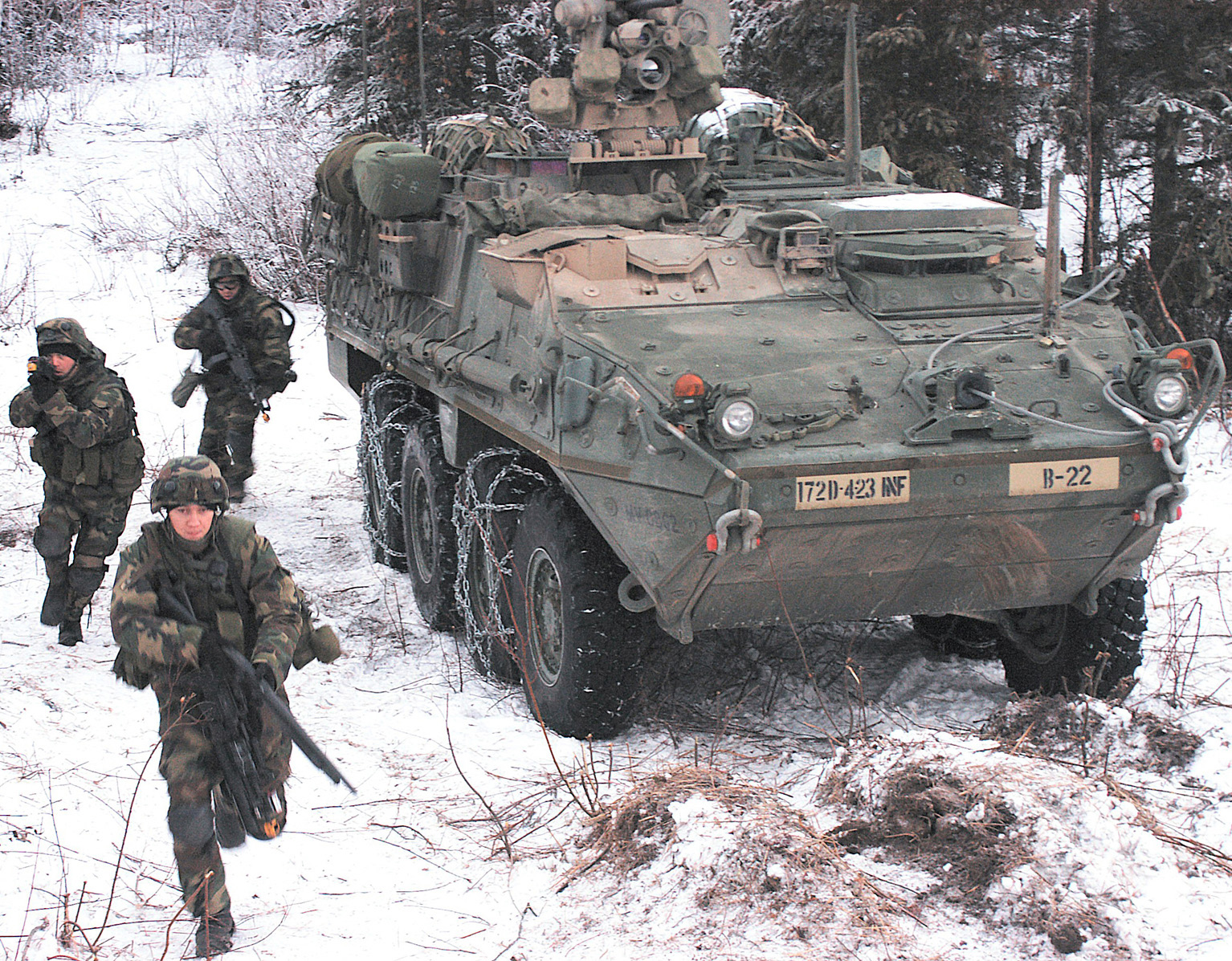
Soldats de la 172e brigade d'infanterie qui se déplacent pour leur premier exercice à Fort Richardson en Alaska.

Cette unité a été créée une première fois le 5 août 1917, lors de l'intervention des États-Unis pendant la Première Guerre mondiale, et dissoute une première fois le 15 avril 1986.
La 172nd Infantry Brigade est créée le 17 avril 1998 par redésignation de la 1st Brigade de la 6th Infantry Division (Light), dissoute. Elle participe à la guerre d'Irak et la guerre d'Afghanistan. Elle est dissoute une seconde fois le 15 décembre 2006.
Le 17 mars 2008, il a été annoncé que la brigade serait stationnée en Allemagne[à recycler] sous le nom de 172nd Infantry Brigade Combat Team. Elle sera désactivée le 31 mai 2013.

## Missions
La brigade participe aux capacités de projection de l'US Army dans le monde. Elle a pour mission de conduire des opérations militaires en soutien des intérêts nationaux américains.
Elle est stationnée depuis sa recréation en 2008 en Allemagne, jusqu'à sa dissolution annoncée en 2013.
La brigade, qui avait alors le nom de 172nd Infantry Brigade (Separate), regroupait avant sa dissolution en 2006 l'essentiel des moyens militaires américains en Alaska. Elle agissait donc également comme une force de souveraineté et de protection de cet État et était spécialisée dans les opérations dans les zones polaires.

## Casernement
Depuis 2008, la brigade est encasernée à Schweinfurt, en Allemagne.
La 172nd Infantry Brigade (Separate) était jusqu'en 2006 encasernée en Alaska. Son État-major est basé à Fort Wainwright, près de Fairbanks, Alaska.

## Organisation en Alaska

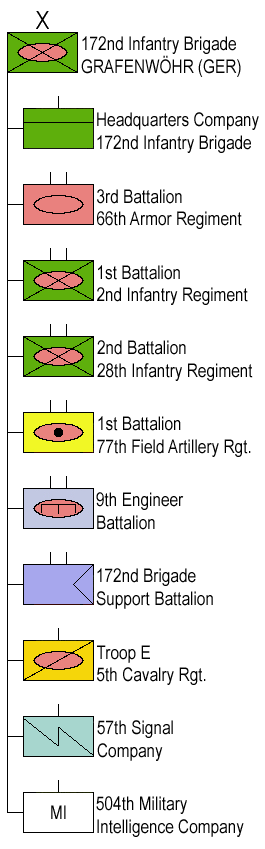
Organisation en 2008.

La 172nd Infantry Brigade (Separate) comprend en 2008 un escadron de cavalerie, trois bataillons d'infanterie, un bataillon d'infanterie aéroportée, un groupe d'artillerie et une section de défense sol-air, une compagnie du génie, un bataillon de soutien et une compagnie de transmissions :
- E Troop, 1st Cavalry Regiment (E/1 Cav), de ???
- 2nd Battalion, 1st Infantry Regiment (2-1 Inf) ("Cold Steel"), de Fort Wainwright, Alaska.
- 1st Battalion, 17th Infantry Regiment (1-17 Inf) ("Thundering Herd"), de Fort Wainwright, Alaska.
- 4th Battalion, 23rd Infantry Regiment (4-23 Inf), de (depuis mars 2003 seulement ?).
- 1st Battalion, 501st Parachute Infantry Regiment (1-501 PIR) ("Geronimo"), de Fort Richardson, Alaska.
- 4th Battalion, 11th Field Artillery Regiment (4-11 FA) ("On Time"), de Fort Wainwright, Alaska.
- Air Defence Artillery Platoon, de ???
- 562nd Engineer Company (562 Eng Co) ("Alaska's Arctic Sappers"), de Fort Wainwright, Alaska.
- 172nd Support Battalion ("Opahey"), de Fort Wainwright, Alaska.
- 21st Signal Company (21 Sig Co) ("Blackjack"), de ???

La 172nd Infantry Brigade (Separate) comprend environ 3 800 personnels.